# Munshiganj
Munshiganj este un oraș din Bangladesh.